# Nueno (kommunhuvudort)
Nueno är en kommunhuvudort i Spanien.   Den ligger i provinsen Provincia de Huesca och regionen Aragonien, i den nordöstra delen av landet, 300 km nordost om huvudstaden Madrid. Nueno ligger 726 meter över havet och antalet invånare är 451.
Terrängen runt Nueno är lite bergig. Runt Nueno är det glesbefolkat, med 19 invånare per kvadratkilometer. Närmaste större samhälle är Huesca, 14,7 km söder om Nueno. I omgivningarna runt Nueno växer i huvudsak blandskog.